# 第30步兵旅 (联合王国)
第30步兵旅是英国陆军在两次世界大战组建的步兵旅。

## 历史

### 第一次世界大战
该步兵旅最初组建于第一次世界大战期间，作为第10步兵师（爱尔兰）的一部分，在加里波利和萨洛尼卡作战。

### 第二次世界大战
第30步兵旅于1940年4月24日在英国本土重建，指挥官为克劳德·尼克尔森。该步兵旅由两个正规军摩化步兵营和一个预备役摩托车侦察营组成。该旅原定作为即将在诺曼底组建的第1装甲师的一部分，但由于前线战事吃紧，为防止加来港落入德军之手，该步兵旅于5月22日被派往加来，随即被包围。在经过三日的围攻战之后，该步兵旅于5月26日被击溃。
该旅随后于1940年10月17日被重建，番号为第30近卫独立旅级装甲支队，随后改变为第6近卫装甲旅。

#### 战斗序列
第一次世界大战期间，该旅作战序列如下：
- 第6营，皇家明斯特燧发枪团（自1914年8月至1918年4月，随后保留精锐并入第39步兵师）
- 第7营，皇家明斯特燧发枪团（自1914年8月至1916年11月，并入第6营）
- 第6营，皇家都柏林燧发枪团（自1914年8月至1918年5月，移交予第66步兵师）
- 第7营，皇家都柏林燧发枪团（自1914年8月至1918年4月, 随后保留精锐并入第16步兵师）
- 第1营，皇家爱尔兰步兵团（自1916年11月至1918年10月)
- 第38多格拉斯步兵团（1918年4月至10月）
- 第46旁遮普步兵团（1918年5月至10月）
- 第1营，克什米尔步兵团（1918年4月至10月）

加来围攻战期间，该旅作战序列如下：
- 第1营，王妃直属来复枪旅
- 第2营，国王皇家来复枪团
- 第7营，国王皇家来复枪团（第一营维多利亚女王来复枪团）
- 第3皇家坦克团（配属指挥）
- 第229反坦克连，皇家炮兵（配属指挥）

改编为第6近卫装甲旅之后，该旅作战序列如下
- 第4营，冷溪卫队
- 第3营，苏格兰卫队
- 第4营，掷弹兵卫队